# Ho fatto un sogno (Vasco Rossi)
Ho fatto un sogno è un singolo di Vasco Rossi, uscito nelle radio il 30 aprile 2010 e facente parte dell'album Tracks 2 - Inediti & rarità, uscito il 27 novembre 2009. È la seconda traccia ed il terzo singolo estratto dall'album.

## Descrizione
È il primo brano eseguito da Vasco nei concerti del Tour Europe indoor.
Questo brano è una metafora del punto di vista del cantautore emiliano riguardo al mondo contemporaneo, realtà in cui ci sono ancora pregiudizi nei confronti del diverso, in cui viene dimenticato il valore della parola "tolleranza" e che continua a cadere nel giudizio facile.

## Il video
Il 26 maggio 2010 è uscito un fumetto della Rizzoli-Lizard, intitolato Ho fatto un sogno e ispirato al brano omonimo. Il video della canzone è sotto forma di graphic novel con la stessa trama del fumetto.
Nel video viene raccontata una società governata da un regime che esige sempre dei sorrisi, anche a costo che tali sorrisi siano solo di facciata o sollecitati tramite l'assunzione della Felicitina, un farmaco antidepressivo ed euforizzante; è vietato piangere: non essere felici, così come suonare o ascoltare musica, è considerato un reato. Nel frattempo, nel sottosuolo, la resistenza ha un piano per sconfiggere il regime, e lo fa diffondendo l'esibizione di Vasco Rossi su tutti i maxischermi della città.

## Formazione
- Vasco Rossi - voce
- Tony Franklin - basso
- Guido Elmi - basso, tastiere, arrangiamenti
- Matt Laug - batteria
- Simone Sello - chitarra
- Saverio Principini - pianoforte
- Nicola Venieri - loops
- Frank Nemola - arrangiamento archi